# Старосепяшево
Старосепяшево (баш. Иҫке Сәпәш) — деревня в Ибраевском сельсовете муниципальном районе Альшеевский район Республики Башкортостана России.

## География
Находится на правом берегу реки Дёмы.
Расстояние до:
- районного центра (Раевский): 4 км,
- центра сельсовета (Новосепяшево): 6 км,
- ближайшей железнодорожный станции (Раевка): 4 км.

## Население
| 2002 | 2009 | 2010 |
| ---- | ---- | ---- |
| 162  | ↗169 | ↘133 |

Национальный состав
Согласно переписи 2002 года, преобладающая национальность — башкиры (91 %).

## Люди, связанные с деревней
- Хакимова, Светлана Фаритовна (р. 1963) — актриса Башкирского государственного академического театра драмы им. Мажита Гафури, народная артистка РБ.